# Георгиос Орфанос
Георгиос Орфанос (на гръцки: Γεώργιος Ορφανός) е гръцки политик от Нова демокрация.

## Биография
Георгиос Орфанос е роден в Солун, Гърция през 1953 година. Завършва инженерство в Солунския университет „Аристотел“. Избран е за депутат от Първи Солунски район (Солун-град) на парламентарните избори през 1996 година от Нова демокрация. След това е многократно преизбиран за депутат. През 2004–2007 е заместник-министър за спорта. От юни 2014 до януари 2015 е министър на възобновеното министерство на Македония и Тракия в правителството на Андонис Самарас.